# Festival international du film fantastique d'Avoriaz 1976
Le Festival international du film fantastique d'Avoriaz 1976 est la 4e édition du Festival international du film fantastique d'Avoriaz.

## Jury
- Michelangelo Antonioni, président
- Sergueï Bondartchouk
- Leslie Caron
- Patrice Chéreau
- Peter Fleischmann
- Eugène Ionesco
- Marcel Jullian
- Félix Labisse
- Robert Sabatier
- Jean Seberg
- Jacques Tati
- Agnès Varda
- Iannis Xenakis

## Sélection

### Compétition
- Course contre l'enfer (Race with the Devil) de Jack Starrett ( États-Unis)
- Les Décimales du futur (The Final Programme) de Robert Fuest ( Royaume-Uni)
- En 2000, il conviendra de bien faire l'amour (Conviene far bene l'amore) de Pasquale Festa Campanile ( Italie)
- Frissons (Shivers) de David Cronenberg ( Canada)
- Massacre à la tronçonneuse (The Texas Chain Saw Massacre) de Tobe Hooper ( États-Unis)
- The Premonition de Robert Allen Schnitzer ( États-Unis)
- La Tour des monstres (Homebodies) de Larry Yust ( États-Unis)
- L'Ultime Garçonnière (The Bed Sitting Room) de Richard Lester ( Royaume-Uni)
- Un coin tranquille (A Safe Place) de Henry Jaglom ( États-Unis)
- Les temps sont durs pour Dracula (Vampira) de Clive Donner ( Royaume-Uni)
- Vampyres de José Ramón Larraz ( Royaume-Uni)

### Hors compétition
- The Rocky Horror Picture Show de Jim Sharman ( Royaume-Uni /  États-Unis)
- Sœurs de sang (Sisters) de Brian De Palma ( États-Unis)

## Palmarès
- Pas de Grand prix décerné cette année.
- Prix du jury (ex aequo): Les Décimales du futur (The Final Programme) de Robert Fuest et L'Ultime Garçonnière (The Bed Sitting Room) de Richard Lester
- Prix de la critique : Massacre à la tronçonneuse (The Texas Chain Saw Massacre) de Tobe Hooper